# Communauté rurale de Mbédiène
La communauté rurale de Mbédiène est une communauté rurale du Sénégal située au nord-ouest du pays. 
Elle fait partie de l'arrondissement de Mbédiène, du département de Louga et de la région de Louga.